# Cymolomia hartigiana
Cymolomia hartigiana là một loài bướm đêm thuộc họ Tortricidae. Nó được tìm thấy ở miền bắc và miền trung châu Âu tới miền đông Nga, Trung Quốc, Hàn Quốc và Nhật Bản.
Sải cánh dài 14–18 mm. Con trưởng thành bay từ tháng 5 đến tháng 8. Có một lứa một năm.
Ấu trùng ăn Abies alba và Picea excelsa.

## Hình ảnh

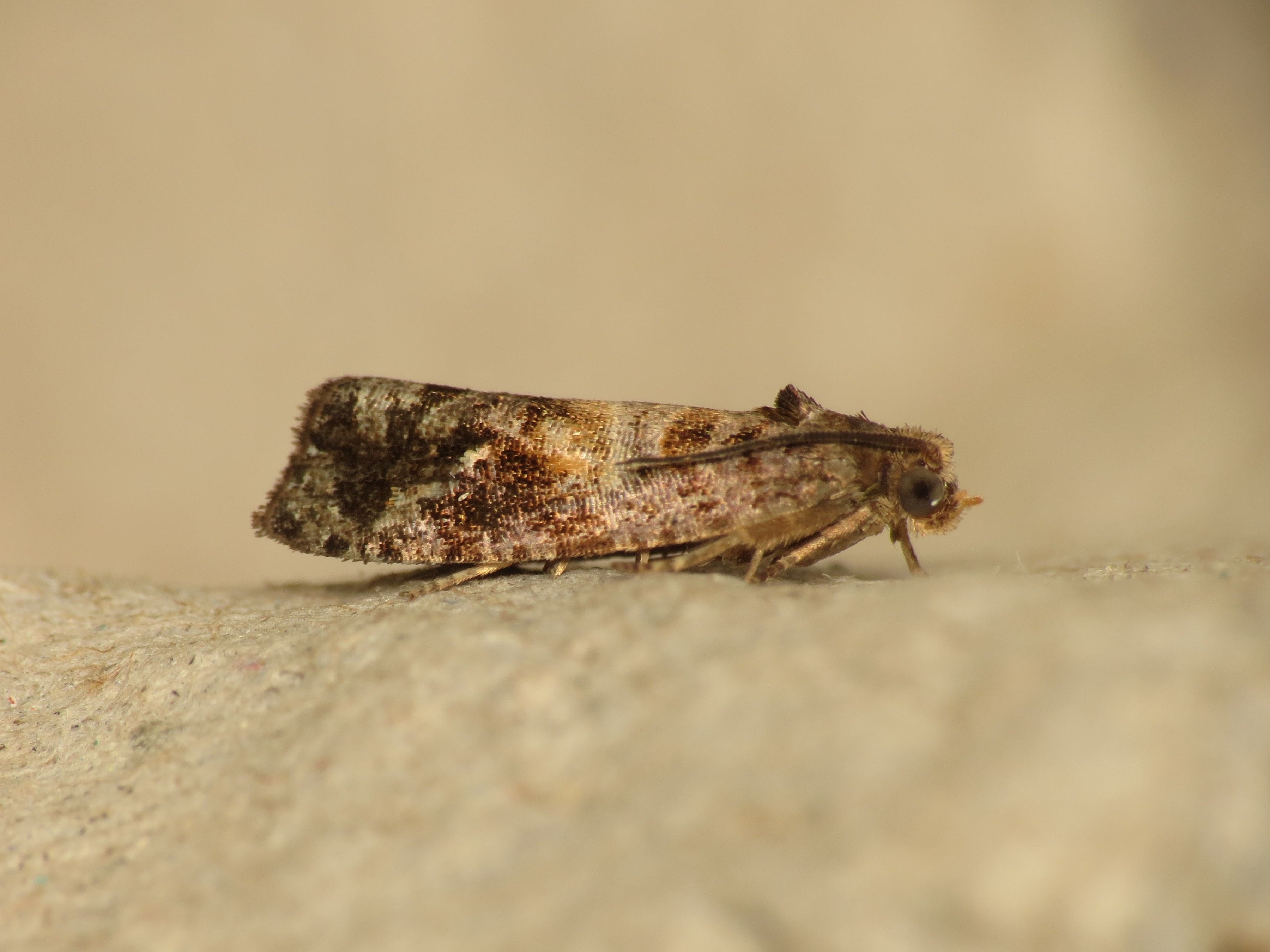